# Elezioni amministrative in Nagorno Karabakh del 2001
Le elezioni amministrative in Nagorno Karabakh  del 2001 si sono tenute il giorno 5 settembre e sono state le seconde consultazioni per le cariche di sindaco e del “Consiglio degli anziani” di  quasi tutte le comunità urbane e rurali della repubblica caucasica de facto del Nagorno Karabakh, dal 2017 al 2024 denominata repubblica di Artsakh.

## Votanti
Secondo i dati della Commissione elettorale centrale hanno votato 53.537 elettori pari al 61,9% degli aventi diritto (86.525). Le elezioni hanno interessato 213 comunità su 247.

## Candidati
Per la carica di capo comunità (sindaco) erano in lizza 360 candidati. Il numero di candidati per il rinnovo dei Consigli degli anziani è stato di 1550 per un totale di 1463 eletti.